# Saut en longueur masculin aux championnats du monde d'athlétisme 2009
Navigation
Osaka 2007 Daegu 2011
L'épreuve du saut en longueur masculin des championnats du monde de 2009 a lieu les 20 et 22 août 2009 dans le Stade olympique de Berlin, en Allemagne. Elle est remportée par l'Américain Dwight Phillips.

## Finale
| Rang               | Athlète                | Pays           | Essais | Essais | Essais | Essais | Essais | Essais | Marque | Notes |
| Rang               | Athlète                | Pays           | 1      | 2      | 3      | 4      | 5      | 6      | Marque | Notes |
| ------------------ | ---------------------- | -------------- | ------ | ------ | ------ | ------ | ------ | ------ | ------ | ----- |
| Médaille d'or      | Dwight Phillips        | États-Unis     | 8,40 m | 8,54 m | 8,37 m | 8,25 m | -      | x      | 8,54 m |       |
| Médaille d'argent  | Godfrey Khotso Mokoena | Afrique du Sud | x      | 8,47 m | 8,31 m | 8,19 m | x      | x      | 8,47 m |       |
| Médaille de bronze | Mitchell Watt          | Australie      | 8,28 m | x      | x      | x      | 8,37 m | x      | 8,37 m |       |
| 4                  | Fabrice Lapierre       | Australie      | 8,21 m | 7,77 m | 8,19 m | x      | 8,21 m | 8,20 m | 8,21 m |       |
| 5                  | Greg Rutherford        | Royaume-Uni    | 7,83 m | 7,96 m | x      | 8,05 m | 8,15 m | 8,17 m | 8,17 m |       |
| 6                  | Salim Sdiri            | France         | 7,78 m | x      | 7,99 m | 8,07 m | 7,92 m | 7,83 m | 8,07 m |       |
| 7                  | Gable Garenamotse      | Botswana       | 8,06 m | 8,04 m | x      | 7,77 m | 7,83 m | 7,69 m | 8,06 m |       |
| 8                  | Chris Tomlinson        | Royaume-Uni    | 8,02 m | 7,93 m | 7,93 m | 7,66 m | 8,06 m | 8,02 m | 8,06 m |       |
| 9                  | Brian Johnson          | États-Unis     | 6,30 m | x      | 7,86 m |        |        |        | 7,86 m |       |
| 10                 | Yahya Berrabah         | Maroc          | 5,91 m | x      | 7,83 m |        |        |        | 7,83 m |       |
| 11                 | Louis Tsatoumas        | Grèce          | x      | 7,59 m | x      |        |        |        | 7,59 m |       |
| 12                 | Irving Saladino        | Panama         | x      | x      | x      |        |        |        | NM     |       |

## Qualifications
Pour se qualifier, il faut avoir réalisé au moins 8,15 m (minimum A) ou 8,05 m (minimum B) du 1er janvier 2008 au 3 août 2009.
Sont qualifiés directement les sauteurs qui dépassent 8,15 m ou les douze meilleurs placés :
1. Dwight Phillips 	USA 	8,44 m Q 	(0.5)
2. Mitchell Watt 	AUS 	8,14 q 	(0.3)
3. Christopher Tomlinson GBR 	8,06 q 	(0.3)
4. Loúis Tsátoumas 	GRE 	8.01 q 	(1.0)

1. Greg Rutherford 	GBR 	8.30 Q 	(-0.5) 	(NR)
2. Godfrey Khotso Mokoena 	RSA 	8.29 Q 	(0.7)
3. Irving Saladino 	PAN 	8.16 Q 	(0.5)
4. Fabrice Lapierre 	AUS 	8.14 q 	(-0.2)
5. Brian Johnson 	USA 	8.09 q 	(-0.8)
6. Yahya Berrabah 	MAR 	8.08 q 	(1.5)
7. Salim Sdiri 	FRA 	8.04 q 	(0.4)
8. Gable Garenamotse 	BOT 	8.03 q 	(-0.4)

## Légende
Records et Performances
- AR : Record continental (area record)
- CR : Record des championnats (championship record)
- MR : Record du meeting (meet record)
- NR : Record national (national record)
- OR : Record olympique (olympic record)
- PR : Record paralympique (paralympic record)
- PB : Record personnel (personal best)
- SB : Meilleure performance personnelle de la saison (season's best)
- WL : Meilleure performance mondiale de l'année (world leader)
- WJR : Record du monde junior (world junior record)
- WR : Record du monde (world record)

Circonstances et Conditions
- DNF : N'a pas terminé (did not finish)
- DNS : N'a pas pris le départ (did not start)
- DQ : Disqualification (disqualification)
- NM : Aucun essai valable enregistré (No Mark)
- Q : Qualifié « directement » au prochain tour (ou à la prochaine compétition), lors d'une compétition majeure, grâce au classement ou à la réalisation des minima (automatic qualifier)
- q : Qualifié au prochain tour (ou à la prochaine compétition), lors d'une compétition majeure, grâce au repêchage ou à la réalisation de l'une des meilleures performances parmi celles des « non qualifiés directement » (grâce au meilleur temps ou à la meilleure distance par exemple) (secondary qualifier)